# Міхеєшть (Хунедоара)
Міхеєшть, Міхеєшті (рум. Mihăiești) — село у повіті Хунедоара в Румунії. Входить до складу комуни Добра.
Село розташоване на відстані 320 км на північний захід від Бухареста, 27 км на захід від Деви, 127 км на південний захід від Клуж-Напоки, 104 км на схід від Тімішоари.

## Населення
За даними перепису населення 2002 року у селі проживали 296 осіб, з них 294 особи (99,3%) румунів. Рідною мовою 294 особи (99,3%) назвали румунську.